# Torah Bright

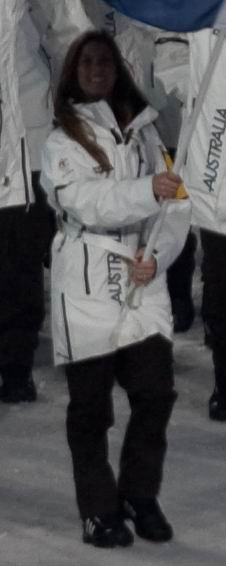
Torah Bright

Torah Jane Bright OAM (* 27. Dezember 1986 in Cooma, Australien) ist eine australische Profi-Snowboarderin und Gewinnerin der TTR-Gesamtsaison 2006/07.

## Leben
Bright begann bereits im Alter von elf Jahren, Snowboard zu fahren, und nahm mit 14 Jahren schon an internationalen Wettbewerben teil. Seitdem lebt sie im Winter in Salt Lake City und im dortigen Winter in Australien. Ihr erstes FIS-Weltcuprennen fuhr sie im September 2003 in Valle Nevado, welches sie auf den vierten Rang auf der Halfpipe beendete. Es folgten in der Saison ein dritter Platz in Sapporo und zwei zweite Plätze in Whistler und in Niigata. Im März 2004 holte sie in Bardonecchia ihren ersten FIS-Weltcupsieg und erreichte damit den zweiten Platz in der FIS-Halfpipewertung. In der folgenden Saison erreichte sie den zweiten Platz auf der Halfpipe bei den Burton US Open im Stratton Mountain Resort und zwei dritte Plätze bei FIS-Weltcuprennen in Bardonecchia. Bei den Snowboard-Weltmeisterschaften 2005 in Whistler belegte sie den 30. Platz im Halfpipe-Wettbewerb. Im Januar 2006 gewann sie bei den Winter-X-Games in Aspen die Silbermedaille im Superpipe-Wettbewerb. Bei ihrer ersten Olympiateilnahme 2006 in Turin errang sie den fünften Platz auf der Halfpipe. Bei den Burton US Open 2006 siegte sie auf der Halfpipe.
In der Saison 2006/07 gewann Bright auf der Halfpipe bei den Nippon Open in Bandai und bei den World Superpipe Championships in Park City. Bei den Winter-X-Games 2007 holte sie Gold auf der Halfpipe. Im März 2007 erreichte sie bei den Burton US Open den zweiten Platz im Slopestyle und den dritten Rang auf der Halfpipe. Im selben Monat belegte sie beim Roxy Chicken Jam USA in Park City den zweiten Rang auf der Halfpipe und den dritten Platz im Slopestyle. In der World Snowboard Tourgesamtwertung errang sie den ersten Platz. Zum Beginn der folgenden Saison siegte sie auf der Halfpipe bei den Burton New Zealand Open in Snow Park. Im weiteren Saisonverlauf gewann sie auf der Halfpipe bei den Nippon Open in Bandai, bei den World Superpipe Championships in Park City und bei den Burton US Open. Den zweiten Platz belegte sie bei den Burton European Open in Laax und beim Roxy Chicken Jam USA in Mammoth. Bei den Winter-X-Games 2008 holte sie Silber auf der Halfpipe. Die Saison beendete sie auf den zweiten Rang in der World Snowboard Tourgesamtwertung.
In der Saison 2008/09 siegte Bright bei der Winter Dew Tour in Northstar-at-Tahoe und bei den Burton US Open im Stratton Mountain Resort. Bei den Winter-X-Games 2009 gewann sie Gold im Halfpipe-Wettbewerb. Zum Beginn der Saison 2009/10 siegte sie beim FIS-Weltcuprennen in Saas-Fee. Bei den Olympischen Winterspielen 2010 in Vancouver holte sie Goldmedaille auf der Halfpipe. Im März 2010 gewann sie bei den Winter X Games Europe 2010 in Tignes die Silbermedaille auf der Halfpipe. In der Saison 2012/13 gewann sie beim U.S. Snowboarding Grand Prix und FIS-Weltcuprennen in Copper Mountain. Bei den Snowboard-Weltmeisterschaften 2013 in Stoneham holte sie Bronze im Slopestyle. Im Dezember 2013 siegte sie bei den Dew Tour iON Mountain Championships in Breckenridge. Bei den folgenden Olympischen Winterspielen 2014 in Sotschi holte sie Silber auf der Halfpipe. Außerdem belegte sie den 18. Rang im Snowboardcross und den siebten Platz im Slopestyle. Bei den Snowboard-Weltmeisterschaften 2015 am Kreischberg Mitte Januar 2015 erreichte sie den sechsten Platz auf der Halfpipe. Eine Woche später gewann sie die Bronzemedaille bei den Winter-X-Games 2015 in Aspen. Im folgenden Jahr wurde sie bei den Laax Open Zweite im Halfpipe-Wettbewerb.
Torah Bright ist eine bekennende Mormonin und hat deshalb auch ihren Zweitwohnsitz in Salt Lake City, Utah gewählt. Mittlerweile werden eigene Kollektionen von Bright entworfen und sollen unter ihrer Hauptsponsormarke Roxy in Serie gehen.

## Erfolge
Saison 2003/04
- 1. Platz – FIS-Weltcuprennen in Bardonecchia, Halfpipe
- 2. Platz – FIS-Halfpipe-Weltcup

Saison  2004/05
- 2. Platz – Burton US Open, Halfpipe

Saison 2005/06
- 1. Platz – Burton US Open, Halfpipe
- 2. Platz – Winter-X-Games 2006, Halfpipe

Saison 2006/07
- 1. Platz – TTR World Snowboard Tourgesamtwertung
- 1. Platz – Winter-X-Games 2007, Halfpipe
- 1. Platz – World Superpipe Championships, Halfpipe
- 1. Platz – Nippon Open, Halfpipe
- 2. Platz – Burton US Open, Slopestyle
- 2. Platz – Roxy Chicken Jam USA, Halfpipe
- 3. Platz – Burton US Open, Halfpipe
- 3. Platz – Roxy Chicken Jam USA, Slopestyle

Saison 2007/08
- 1. Platz – Burton New Zealand Open, Halfpipe
- 1. Platz – Nippon Open, Halfpipe
- 1. Platz – World Superpipe Championships, Halfpipe
- 1. Platz – Burton US Open, Halfpipe
- 2. Platz – TTR World Snowboard Tourgesamtwertung
- 2. Platz – Winter-X-Games 2008, Halfpipe
- 2. Platz – Burton European Open, Halfpipe
- 2. Platz – Roxy Chicken Jam USA, Halfpipe

Saison 2008/09
- 1. Platz – Winter-X-Games 2009, Halfpipe
- 1. Platz – Burton US Open, Halfpipe
- 1. Platz – Winter Dew Tour in Northstar-at-Tahoe, Halfpipe

Saison 2009/10
- 1. Platz – Olympische Winterspiele 2010, Halfpipe
- 1. Platz – FIS-Weltcuprennen in Saas-Fee, Halfpipe
- 2. Platz – Winter X Games Europe 2010, Halfpipe

Saison 2012/13
- 1. Platz – U.S. Snowboarding Grand Prix und FIS-Weltcuprennen, Halfpipe
- 3. Platz – Snowboard-Weltmeisterschaften 2013, Slopestyle

Saison 2013/14
- 1. Platz – Dew Tour iON Mountain Championships, Halfpipe
- 2. Platz – Olympische Winterspiele 2014, Halfpipe

Saison 2014/15
- 3. Platz – Winter-X-Games 2015, Halfpipe

Saison 2015/16
- 2. Platz – Laax Open 2016 in Laax, Halfpipe